# 达海安公共汽车遇袭事件
2018年8月9日，沙特阿拉伯一架远征飞机在途径沙特与也门边境的一个位于萨达省达海安的一个拥挤市场时，袭击了一辆民用校车。 至少有29名15岁以下儿童被炸死， 其中大部分儿童年龄低于10岁。 据报道，可能有多达51名遇难者在本次袭击事件中丧生。

## 袭击经过
根据救助儿童会的说法，遇事校车正载送野餐归校的儿童们，当袭击发生时，校车司机恰好将遇事校车停在达海安的一个市场，而他则进入这个市场喝酒。 遇事校车上的儿童都背着蓝色印有“UNICEF”字样的书包，这些书包都是人道主义援助之一。 按照国际红十字委员会的说法，“大多数（遇难）儿童不满10岁”。 同时，本次袭击还导致多名现场应急人员死亡。

## 媒体报道
一段描述袭击事件后汽车残骸与儿童尸体的视频在推特上被曝光，随即引发媒体的关注。 沙特联军发表声明承认他们在萨达省进行了空袭，但他们表示他们的目标是一个导弹发射架。

## 各方反应
- 沙烏地阿拉伯：沙特阿拉伯官方通讯社称这次袭击是“一次合法的军事行动”，其目的是为了报复上周三在沙特阿拉伯城市吉赞制造了恐怖袭击的负责人。[7][11] 声明称“（这次袭击）符合国际人道主义法”，并表示胡塞武装组织使用这些儿童作为人肉盾牌。[7]

- 葉門：胡赛组织发言人默罕默德·阿卜杜勒-萨拉姆（Mohammed Abdul-Salam）表示，沙特联军“完全无视平民生命”，这次袭击的目标是一个拥挤的公共场所。[12]

- 联合国：联合国秘书长安东尼奥·古特雷斯谴责了这次袭击事件，并呼吁进行独立和迅速的调查。[7]
  - 联合国儿童基金会强烈谴责这起袭击事件，“我们对也门一辆校车遇袭的报道感到震惊。许多无辜的孩子在袭击中致死致残，而其中一些孩子还背着‘联合国儿童基金会’字样的背包。”“孩子无论何时都不应该成为目标。”[13]
    - 联合国儿童基金会执行主任亨丽埃塔·福尔（英语：Henrietta H. Fore）女士在推特上表示，“针对儿童的袭击是绝对不可接受的。我对这起针对儿童的袭击报道感到震惊，尤其是这些孩子中还有一些背着‘联合国儿童基金会’字样的背包。够了！”[14]

- 美国：美国国务院发言人希瑟·诺特（英语：Heather Nauert）表示，美国“无疑关注到了这起导致平民伤亡的袭击事件”，并呼吁沙特阿拉伯政府对袭击进行调查。[15]

- 红十字国际委员会驻也门代表团团长表示，“今天上午在萨达省北部的达海安市场，一辆载有儿童的公共汽车遭到了袭击，也门红十字会所支援的医院已确定有数十人死伤。根据国际人道主义法，冲突期间（交战双方）必须保护平民。”[16][17][18]